# Jan Emanuel
Jan Emanuel, tidigare Jan Emanuel Johansson, född 2 maj 1974 i Gottsunda församling, Uppsala län, är en svensk företagare, opinionsbildare och tidigare politiker. Han var politiskt förtroendevald för Socialdemokraterna i riksdagen och i Norrtälje kommunfullmäktige i olika perioder mellan åren 2002 och 2014. År 2024 kandiderade han till EU-parlamentet med sitt eget parti Folklistan.
Han vann dokusåpan Expedition: Robinson 2001.

## Biografi
Jan Emanuel växte upp med sin mor i stadsdelen Gottsunda i Uppsala och med sin far i dennes kollektivboende; han tillbringade mycket tid i faderns MC-klubb. Emanuel hamnade tidigt i social problematik och missbruk samt begick grova brott. I slutet av 1980-talet åkte Emanuel på de medialt omtalade så kallade värstingresorna för kriminella ungdomar. När han var 21 år fick han hjälp av socialtjänsten att läsa in grundskolekompetens på en folkhögskola. Där mötte han också sin blivande fru, som enligt hans egen mening räddade honom ur hans destruktiva liv. Efter folkhögskolan började Emanuel arbeta inom vård och behandling. På folkhögskolan hade han börjat intressera sig för politik vilket ledde till att han engagerade sig inom Socialdemokraterna.
Emanuel deltog 2001 i dokusåpan Expedition: Robinson och slutade som säsongens vinnare. Han har senare medverkat i andra TV-program, bland annat Realitystjärnorna på godset. Emanuel är gift och har två barn.
Under 2023 utkom Jan Emanuel med boken Så var det med det, där han berättar om sitt liv.

## Politik
Jan Emanuel har varit aktiv i Socialdemokraterna, med folkvalda uppdrag inom både kommunalpolitik och rikspolitik. Han har gjort sig känd för personvalskampanjer, både kommunalt och i riksdagen. 1998  valdes han, 24 år gammal, till ledamot i Norrtälje kommunfullmäktige genom att få fler personröster än någon annan i Norrtälje. Han blev även ersättare i kommunstyrelsen. Han satt som ledamot i kommunfullmäktige till 2014.
Emanuel valdes 2002 till riksdagsledamot för Socialdemokraterna och satt sedan i olika omgångar som ordinarie ledamot eller ersättare till 2010. Han hade uppdrag som ersättare i lagutskottet, socialutskottet och utbildningsutskottet samt under kort tid även i justitieutskottet, konstitutionsutskottet och utrikesutskottet.
Emanuel engagerade sig främst i frågor om djurskydd, djurhållning och socialpolitik. Han var också aktiv inom frågor om narkotikapolitik, utbildningspolitik, trafikpolitik och kriminalvård.  I riksdagen väckte han frågan om kastrering av sexualbrottslingar och motionerade om att polisen skulle få använda kräkmedel med tvång. Emanuel föreslog även höjd skatt på dokusåpor och andra ”osunda” TV-program.
Hans förslag om obligatorisk hivprovtagning för alla asylsökande kritiserades av Amnesty.
I valrörelsen 2006 hade han Bert Karlsson, tidigare ledare för Ny demokrati, som rådgivare. Emanuel var 2007 medlem i en arbetsgrupp inom Socialdemokraterna vars syfte bland annat var att "stödja medlemmar att lokalt ta debatten med SD". 2014 lämnade han i förtid sitt uppdrag som kommunfullmäktigeledamot Norrtälje kommun och ställde inte upp för omval.
Inför riksdagsvalet 2022 gick Emanuel offentligt ut med att han inte hade för avsikt att lägga sin röst på Socialdemokraterna trots att han var medlem i partiet. Han menade att han stod i intern opposition, representerade en form av konservativ vänster och att partiet svikit arbetarna. Inför riksdagsvalet 2022 deltog han tillsammans med sverigedemokraternas partiledare Jimmie Åkesson och Folkbladets chefredaktör Widar Andersson, tillika tidigare socialdemokratisk riksdagsledamot, i en "samtalsturné". Aftonbladets kulturskribent Elina Pahnke betecknade i en artikel som recenserade samtalsturnén Emanuels verklighetsuppfattning som "fascistoid".
Jan Emanuel meddelade den 8 april 2024 att han kandiderar i Europaparlamentsvalet i Sverige 2024 som toppkandidat för nybildade Folklistan. I samband med detta tog han först en timeout från Socialdemokraterna, men meddelade dagen därpå att han avslutat sitt medlemskap i partiet. Detta skedde efter att partisekreteraren Tobias Baudin krävt att Jan Emanuel skulle lämna Socialdemokraterna. Baudin ansåg inte att engagemanget i Folklistan och samarbetet med Sara Skyttedal var förenligt med medlemskap i Socialdemokraterna.

## Företagande, motorintresse och övrigt engagemang
Jan Emanuel driver flera bolag. 2010 startade han riskkapitalbolaget Consortius AB med inriktning på fastigheter. Ett annat företag är Av Egen Kraft/ELU AB, som bedriver vård och behandling vid HVB-hemmet Jan Emanuelsgården i Estuna norr om Norrtälje, samt utbildning av bilrekonditionerare och bilrekonditionering. Emanuel är verkställande direktör och ensam ägare.  2010 sålde hans ägarbolag Consortius dotterbolaget Svensk samhällsutveckling AB som tillhandahåller boende för resurskrävande ungdomar, för 223 miljoner kronor.   Han är vd i fastighetsbolaget Dandelion Specialfastigheter AB.
I juni 2016 valdes Emanuel in i Stockholms handelskammare. I maj 2022 avslutades hans uppdrag då valberedningen valde att inte nominera honom för omval.
Emanuel har ett stort motorintresse och äger flera lyxbilar men även dyrbara båtar.
Emanuel är engagerad i flera välgörenhetsorganisationer och ideella föreningar, bland annat 4H.

## Opinionsundersökningar
| År   | Pris                         | Kategori  | Resultat  | Ref           |
| ---- | ---------------------------- | --------- | --------- | ------------- |
| 2023 | Medieakademins Maktbarometer | Total     | Plats 97  | [ 46 ] [ 47 ] |
| 2023 | Medieakademins Maktbarometer | Tiktok    | Plats 118 | [ 48 ]        |
| 2023 | Medieakademins Maktbarometer | Instagram | Plats 28  | [ 49 ]        |
| 2022 | Medieakademins Maktbarometer | Instagram | Plats 26  | [ 50 ]        |